# Квантовое сознание
Ква́нтовое сознание (также Квантовая природа сознания) — группа гипотез, в основе которых лежит предположение о том, что сознание необъяснимо на уровне классической механики и может быть объяснено только с привлечением постулатов квантовой механики, явлений суперпозиции, квантовой запутанности и других. Является маргинальным направлением науки.
Авторы зачастую смешивают концепции квантового мозга, квантового разума и квантового сознания. Концепция квантового разума или сознания относится к дебатам по проблеме измерения в квантовой механике и о месте сознательного наблюдателя в ней, которые продолжаются около ста лет. Связанная тема — квантовая биология, которая стала популярной областью исследований с середины 2000-х, и изучает вопрос, действуют ли правила квантовой физики в биологических структурах. Особняком стоят квантовая нейробиология, которая не получила научного признания, и её продолжение — квантовая психопатология.

## История
В 1989 году выпущена книга сэра Роджера Пенроуза «Новый ум короля», в которой автор излагает свои соображения про «квантовое сознание» и теорию так называемого сильного искусственного интеллекта, обосновывая несостоятельность реализации такой формы искусственного интеллекта.
Совместно с Роджером Пенроузом Стюарт Хамерофф создал в 1994 году «Нейрокомпьютерную „Orch-OR“ модель сознания» (от англ. Orchestrated Objective Reduction — «Упорядоченное объективное снижение» [квантовой когерентности]), на основе которой была разработана «Теория квантового нейрокомпьютинга», получившая название «Теория Хамероффа-Пенроуза». Согласно этой модели активность мозга рассматривается как в существенной степени квантовый процесс, подчиняющийся закономерностям квантовой физики.
Мэтью Фишер (англ. Matthew P. A. Fisher), физик из университета Санта-Барбары в Калифорнии, после успешного лечения депрессии в конце 1980-х заинтересовался нейробиологическими механизмами работы антидепрессантов и размышлял о возможности квантовых процессов в головном мозге. Мэтью Фишера поразили данные учёных Корнеллского университета, в 1986 году исследовавших влияние изотопов лития на крыс и наблюдавших отличия в поведении крыс, получавших изотопы лития-6 и лития-7. Фишер предположил, что, при идентичных химических свойствах и небольшом отличии атомных масс изотопов лития, разница в поведении крыс объясняется спинами атомов и временем декогеренции. Литий-6 имеет меньший спин и, соответственно, может дольше лития-7 оставаться «запутанным», что, по рассуждениям Фишера, могло указывать на то, что квантовые явления могут иметь функциональную роль в когнитивных процессах. В течение пятилетних поисков хранилища квантовой информации в мозге Фишер определил на эту роль атомы фосфора, которые, по его мнению, при связывании с ионами кальция могут давать достаточно стабильный кубит.  В 2015 году Мэтью Фишер опубликовал в журнале «Анналы физики» статью о гипотезе, постулирующей, что ядерные спины атомов фосфора могут служить чем-то вроде кубитов в головном мозге, что может позволить мозгу функционировать по принципу квантового компьютера. В статье Фишер заявил, что идентифицировал уникальную молекулу (Ca9(PO4)6), сохраняющую «нейро-кубиты» в течение достаточно длительного времени.
C 2003 года выходит реферируемый журнал NeuroQuantology. На это событие в The Lancet Neurology была опубликована разгромная статья, в которой журнал назван «дичайшим изобретением» (англ. wild invention).
В 2017 году индекс цитирования журнала был равен 0,453, и в рейтинге журналов по нейронаукам он располагался на 253 месте из 261. В 2019 году Clarivate Analytics исключила этот журнал из рейтинга.
На 2017 год не обнаружено никаких экспериментальных доказательств влияния квантовых эффектов на работу мозга.

## Восприятие со стороны научного сообщества
Несколько физиков-теоретиков поддержали идею о том, что классическая физика неспособна объяснить «целостные» аспекты сознания, в то время как квантовая теория решает эти задачи. Однако большинство физиков, молекулярных нейробиологов, и некоторые философы, рассматривавшие этот вопрос (в частности, философы проф. Сёрль, проф. Деннет и проф. Чалмерс), считают доводы о существенном влиянии квантовых явлений на сознание неубедительными. Специалист в области физики элементарных частиц В. Стенджер охарактеризовал «квантовое сознание» как миф, не имеющий научного обоснования, который 
должен занять место среди богов, драконов, единорогов, как очередной продукт фантазий тех, кто не желает принимать то, что наука, здравый смысл, и их собственные глаза говорят им.
Аналогичные оценки квантовым теориям сознания даёт в их обзоре 2009 года проф. Крис Смит:
Они все представляют собой примеры, перефразируя Т. Г. Гексли, прекрасных гипотез, разрушенных уродливыми фактами.
(англ. They are all instances, to paraphrase T.H. Huxley, of a beautiful hypothesis destroyed by ugly facts.)
Главный аргумент против предположений о квантовом сознании состоит в том, что квантовые состояния декогерируют прежде, чем они достигнут пространственного и энергетического уровня, достаточного для того, чтобы влиять на нейронные процессы. Этот аргумент подтверждается расчётами профессора МТИ, физика М. Тегмарка и других физиков.